# Chudów
Chudów, německy Chudow, Chutow a slezsky Chudůw, je vesnice ve gmině Gierałtowice, v okrese Gliwice, ve Slezském vojvodství, v jižním Polsku. Díky svým památkám je místo turisticky atraktivní. Chudów je také sídlem místního sołectwa.

## Historie
První písemná zmínka o vesnici pochází z roku 1295.

## Zajímavosti
- Bludný balvan Chudów – bludný balvan z doby ledové.
- Hrad Chudów – částečně přestavěná zřícenina renesančního zámku ze třicátých let 16. století.[4]
- Kostel
- Špýchar Chudów – dvoupatrová sýpka z konce 18. století.
- Topol Tekla – památný vykotlaný topol kanadský.

## Galerie

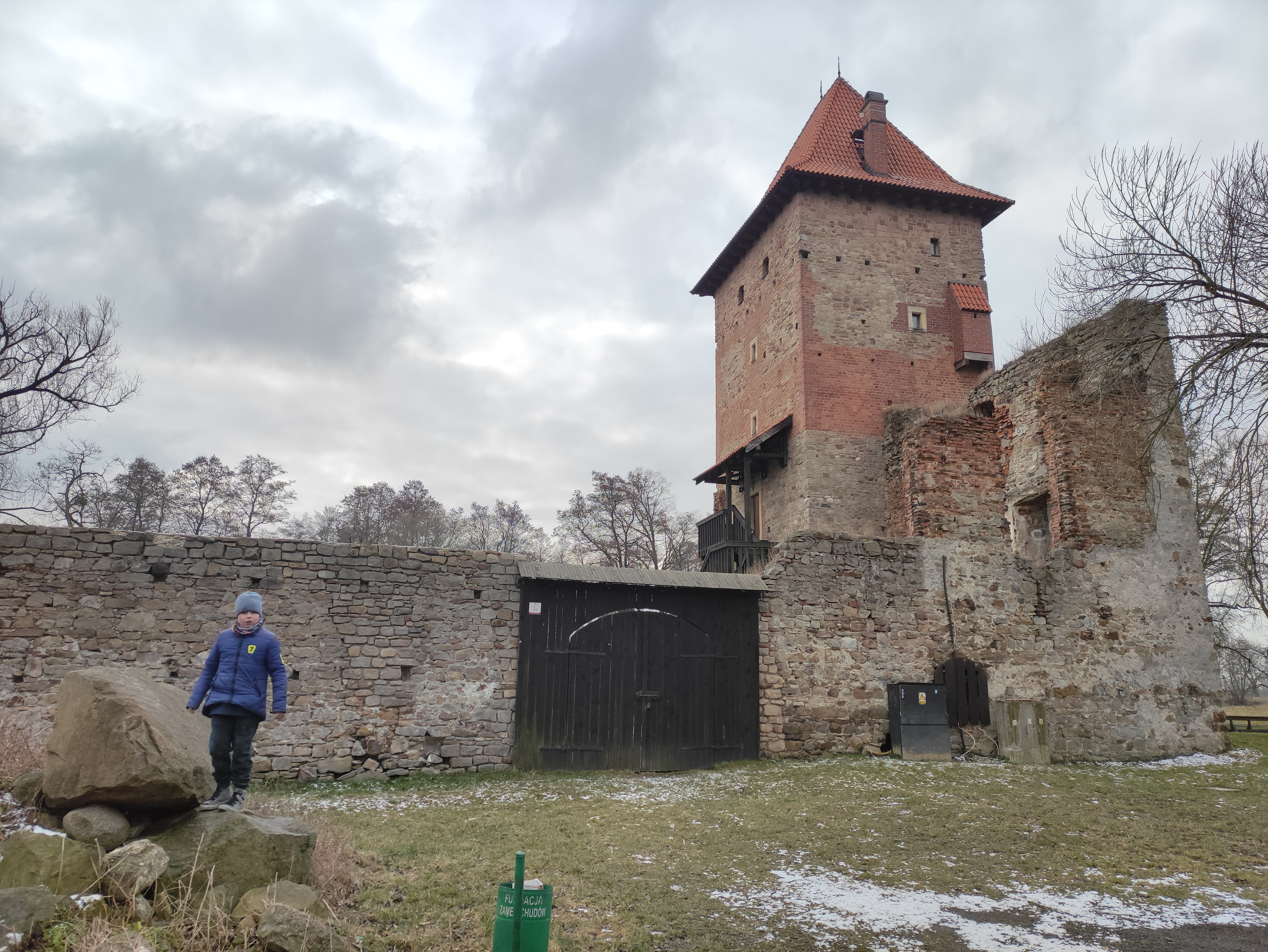
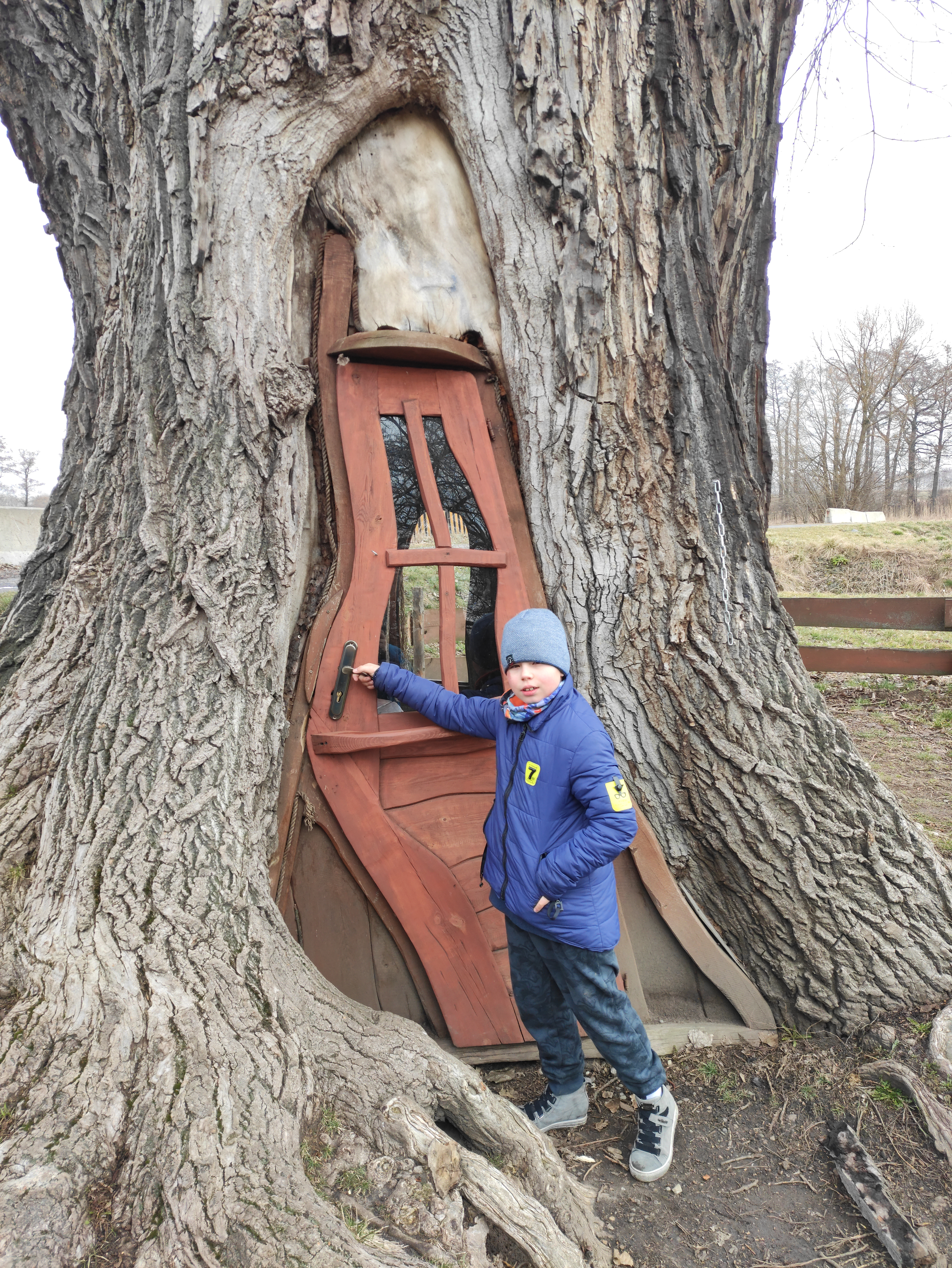
Topol Tekla
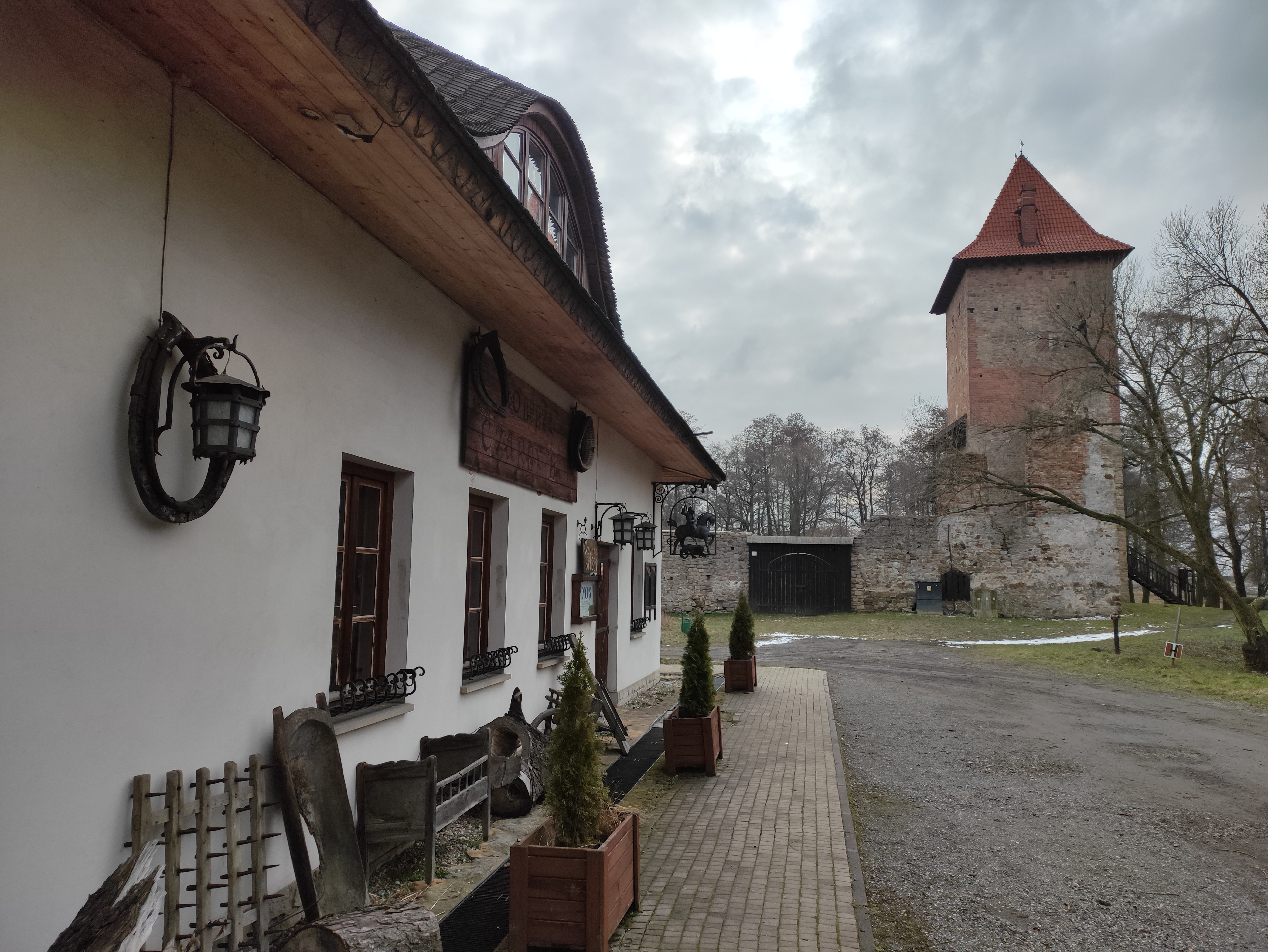
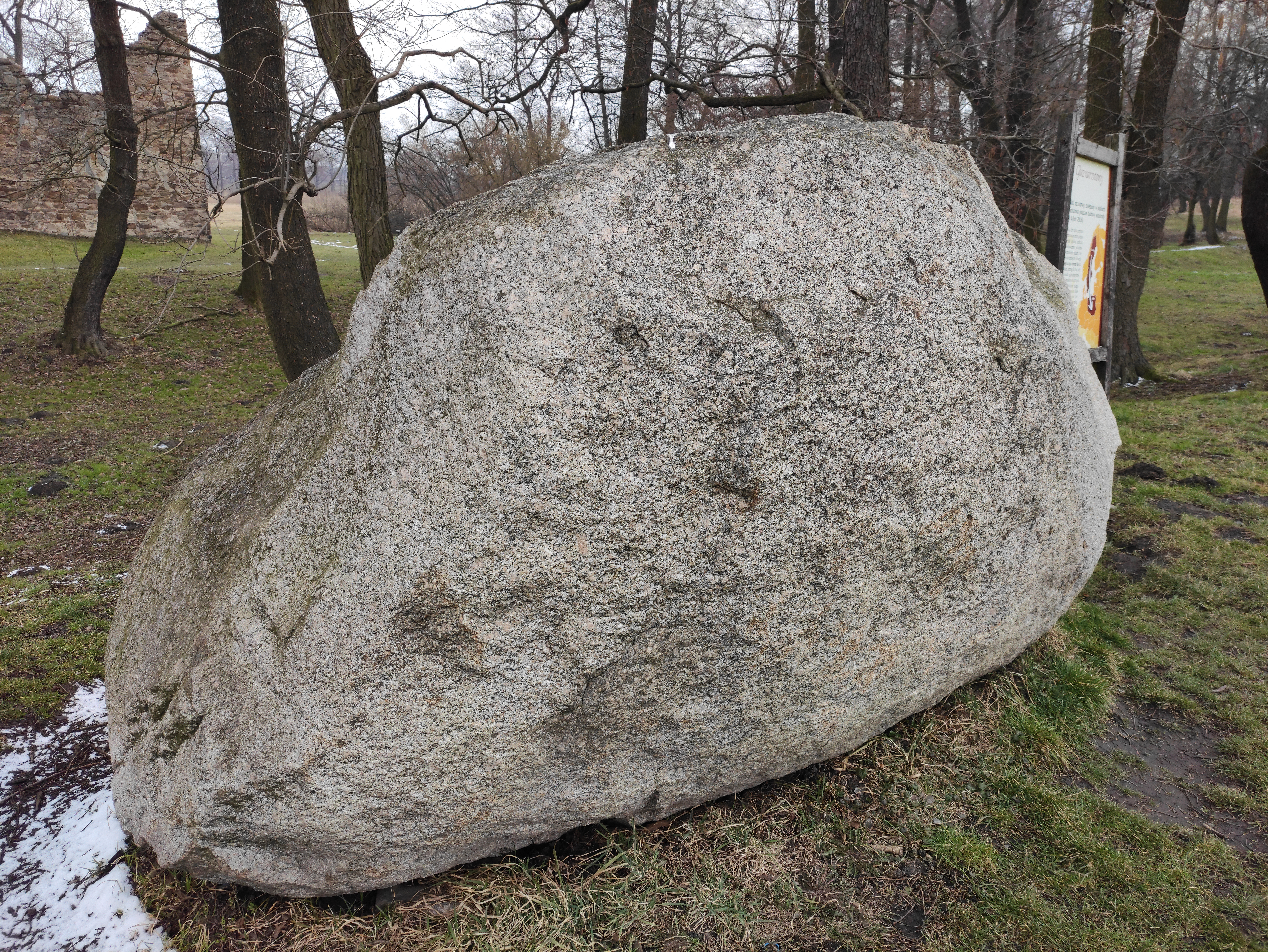
Bludný balvan Chudów
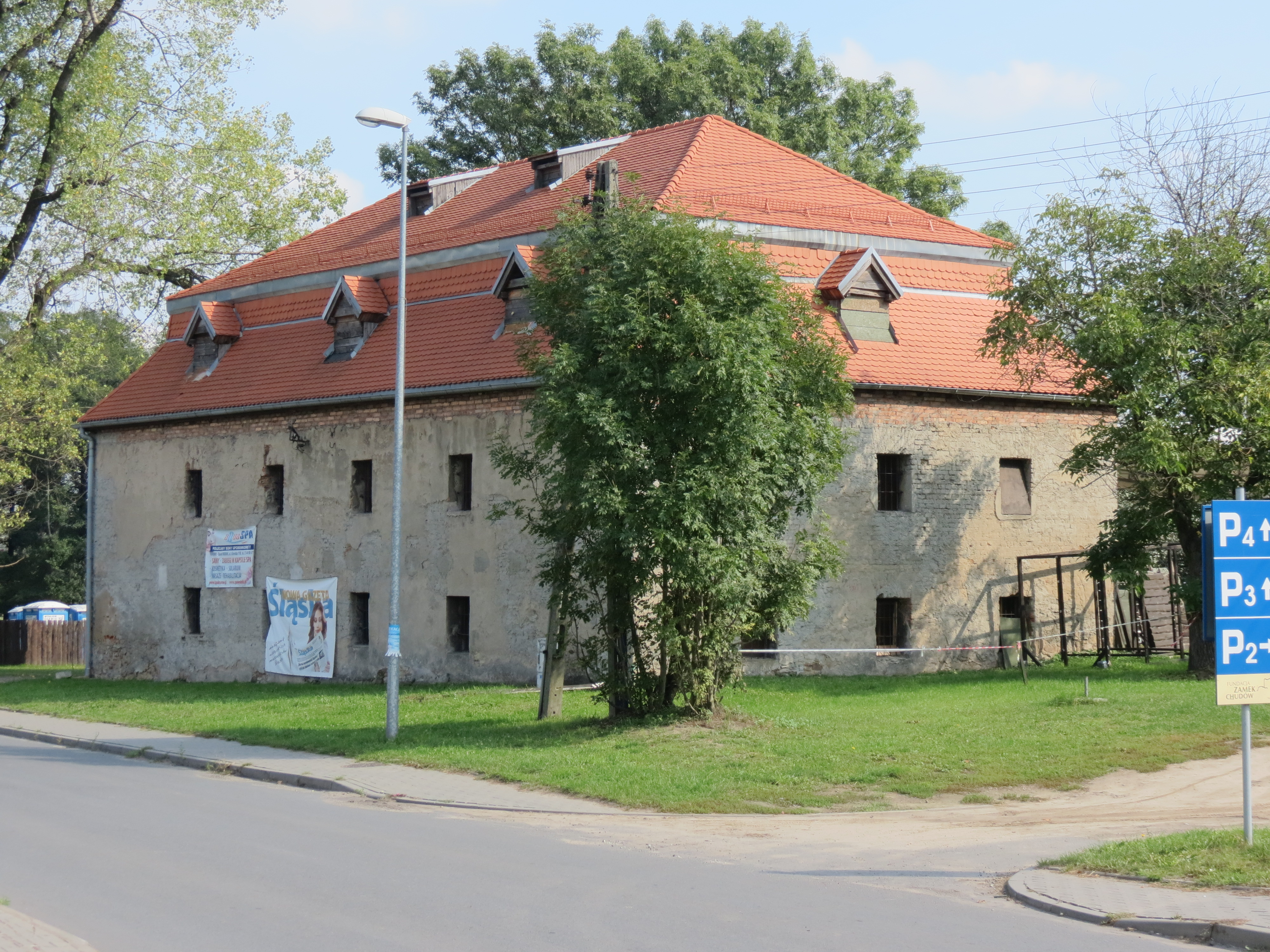
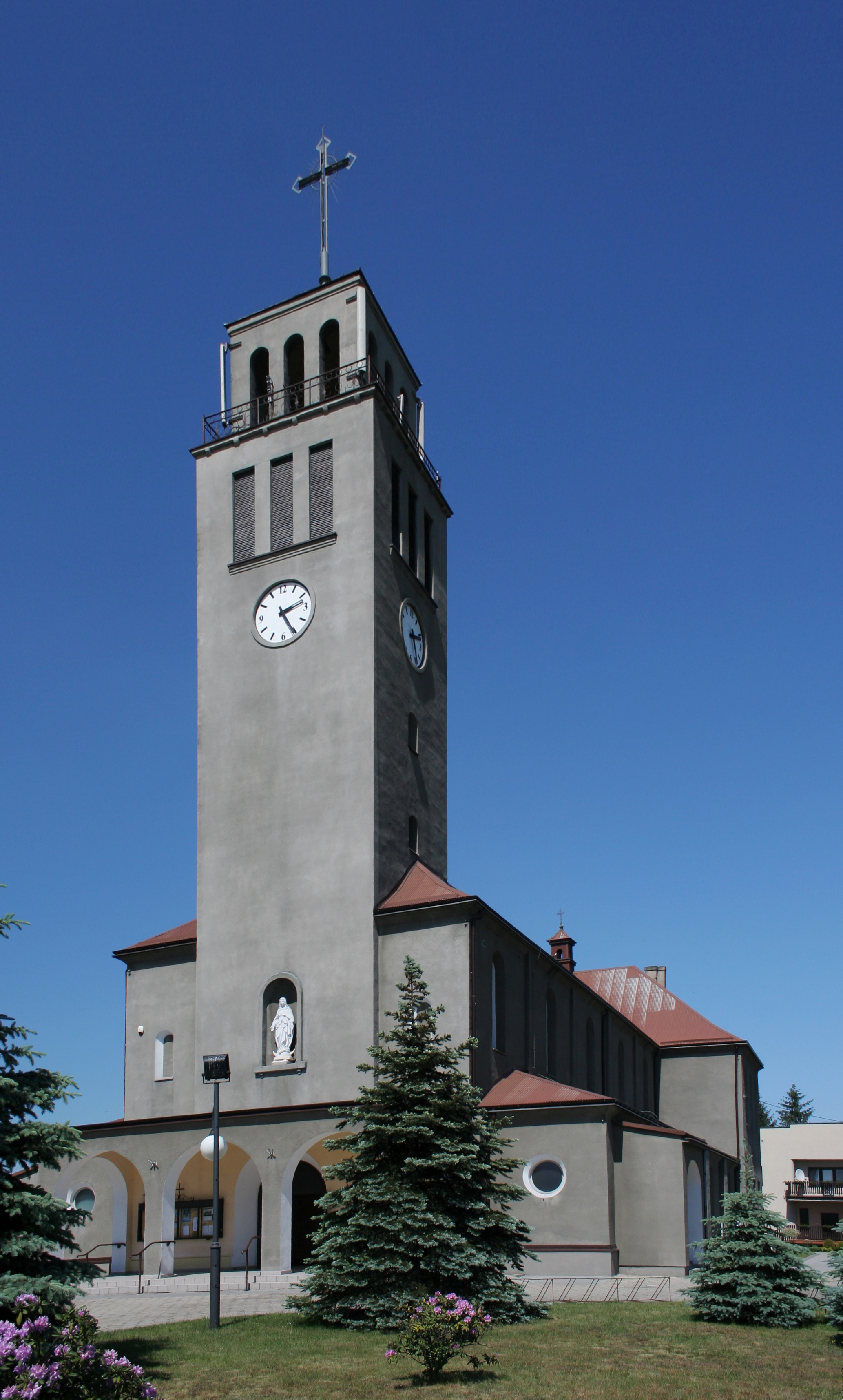